# Jacques Jorissen
Jacques Jorissen, né le 27 mai 1918 à Paris (17e) et fusillé le 23 avril 1942 à Nantes à l'âge de 23 ans, est un résistant communiste français.

## Éléments de biographie
Jacques Jorissen exerce le métier de peintre en bâtiment.
Avant la guerre, il participe à la vie associative de la commune de Drancy et adhère au mouvement de la Jeunesse communiste. Il se marie avec une jeune fille militante de l’Union des jeunes filles de France.
Pendant la guerre, Jacques Jorissen, secrétaire des Jeunesses communistes de Drancy, participe avec d'autres jeunes à l'édition et l'impression sur une vieille ronéo du matériel antinazi, principalement des journaux clandestins et des tracts qui décriront les pages de la Résistance de la commune. 
Le 7 juillet 1940, Jacques Jorissen, ainsi que 3 camarades communistes et 3 des Jeunes filles de France de la région, se réunissent en plein air afin de trouver les moyens de faire connaître leur refus de se soumettre à l'envahisseur. Ils refusent de se soumettre aux ordres de la Kommandantur, transmis par une délégation spéciale ayant pris la place de la municipalité, dont les élus étaient désormais arrêtés ou poursuivis. 
Alors qu'il n'est marié que depuis 6 mois, il est le premier résistant drancéen dénoncé et arrêté le 6 novembre 1940. Il ne parle pas et indique qu'il a agi seul.
Condamné à 6 mois de prison, il est dirigé sur la prison de la Santé. Sa peine enfin terminée, il ne connaîtra pas la liberté car il est conduit au camp de Choisel à Châteaubriant.
Six mois presque jour pour jour après l'exécution des 27 « martyrs de Châteaubriant », parmi lesquels figurent Jules Auffret, Jean-Pierre Timbaud, Charles Michels ou encore Guy Môquet, Jacques Jorissen est fusillé à son tour le 23 avril 1942 à Nantes lors d’une nouvelle désignation d’otages dans le camp. Trois autres jeunes, Simon Bronsztein (23 ans), militant des Jeunesses communistes de Drancy comme lui, Henri Cario (30 ans) et Victor Ruiz (25 ans), sont fusillés ce jour-là. 
Au matin de son exécution, il écrira une dernière lettre à sa femme, qui se terminera par ces mots : « Ton petit mari Jacques qui t'adorait et te couvre de ses derniers et plus tendres baisers. Vive la France libre ».
Il a été inhumé au cimetière de Saint-Malo-des-Trois-Fontaines (Morbihan), puis ses cendres ont été transférées au cimetière communal de Drancy (Carré des Fusillés), où il repose toujours.

## Sources et références
- Amicale de Chateaubriant-Voves-Rouillé, « Jacques Jorissen », sur amicale-chateaubriant.fr, 1er mai 2008

1. ↑  Amicale Châteaubriant-Voves-Rouillé-Aincourt, « Les fusillés », sur amicale-chateaubriant.fr (consulté le 2 février 2018).

## Hommages
Son nom a été donné à plusieurs lieux à Drancy (93) :
- Le collège Jacques Jorissen se situe avenue des Martyrs de Châteaubriant (justement), dans le quartier "Village Parisien".
- Une école primaire, une école maternelle, un collège et un stade portent son nom dans ce même quartier.
- Une rue porte également son nom dans le quartier de la Mare.